# Caio Sulpício Camerino
Caio Sulpício Camerino (em latim: Caius Sulpicius Camerinus) foi um político da gente Sulpícia nos primeiros anos da República Romana, eleito tribuno consular 382 a.C.. Foi também censor em 380 a.C. com Espúrio Postúmio Albino Regilense. Contudo, não existem registros de um censo neste ano pois Camerino renunciou ao cargo depois da morte do colega.

## Tribunato consular (382 a.C.)
Em 382 a.C, foi eleito tribuno consular com Sérvio Cornélio Maluginense, Lúcio Papírio Crasso, Lúcio Emílio Mamercino, Quinto Servílio Fidenato e Espúrio Papírio Crasso.
Lúcio e Espúrio Papírio comandaram as legiões romanas que derrotaram os habitantes de Velécia e o contingente prenestino aliado enquanto Lúcio Emílio e os demais tribunos receberam o comando das forças deixadas em Roma para a defesa da cidade.